# Robin
Robin je moško in žensko osebno ime.

## Izvor imena
Ime Robin je različica moškega osebnega imena Robert.

## Pogostost imena
Po podatkih Statističnega urada Republike Slovenije je bilo na dan 31. decembra 2007 v Sloveniji število moških oseb z imenom Robin: 58.

## Osebni praznik
Osebe z imenom Robin lahko praznujejo god takrat kot psebe z imenom Robert.